# Vištytis
Vištytis (Yiddish: ווישטינעץ, Vishtinets, polonais: Wisztyniec) est une ville du sud de la Lituanie au bord du Lac Vištytis. C'est une ville frontalière de l'Oblast de Kaliningrad.

## Histoire
Vištytis est construit au XVIe siècle, première fois mentionnée en 1538.
Au cours de la Seconde Guerre mondiale, la communauté juive de la ville est assassinée par un einsatzgruppen de nationalistes lituaniens. On estime le nombre de victimes à environ 220 (sur une population totale de 1 000 habitants). Un mémorial est érigé sur le site du massacre.